# Пангеон
Панге́он, Пангей (греч. Παγγαίον, болг. Кушница) — гора в Греции, на границе нома Кавала в Восточной Македонии и Фракии и нома Сере в Центральной Македонии. Самый высокий пик называется Мати (Μάτι, болг. Козница) и имеет высоту 1955 метров.
По Псевдо-Плутарху гора называлась прежде Карманион (Καρμάνιον). Гора названа по имени Пангея (Παγγαῖος), сына Ареса и Критобулы, который сошелся по незнанию со своей дочерью, после чего бросился на меч на этой горе.
В прошлом гора известна своими серебряными и золотыми месторождениями, а также корабельным лесом.
На северном склоне находится монастырь Икосифинисис. Здесь хранятся мощи святых мучеников Онисифора и Порфирия.